# Lewis Burwell Puller
Lewis Burwell Puller (bolje znan kot Chesty Puller), ameriški marinski general, * 26. junij 1898, West Point, Virginija, † 11. oktober 1971, Hampton, Virginija.
Generalporočnik Puller je najbolj odlikovani ameriški marinec, saj je v svoji vojaški karieri edini prejel pet mornariških križcev.

## Življenjepis
Leta 1916 se je hotel pridružiti Kopenski vojski ZDA, ki se je bojevala v Mehiki, a je bil premlad in brez dovoljenja staršev. Eno leto je obiskoval Virginia Military Institute, nakar se je avgusta 1918 pridružil Korpusu mornariške pehote Združenih držav Amerike. 6. junija 1919 je bil imenovan za rezervnega poročnika. Zaradi zmanjševanja obsega korpusa po prvi svetovni vojni je bil 26. junija 1919 postavljen na neaktivno služenje ter vrnjen na čin desetnika. 30. junija istega leta pa se je ponovno pridružil korpusu, še enkrat kot navadni marinec. Poslan je bil na Haiti, kjer je naslednja štiri leta služil kot častnik v Gendarmerie d'Haiti.
Po skoraj petih letih na Haitiju, kjer se je boril proti upornikom Caco, se je marca 1924 vrnil v ZDA. Sprva je zaključil šolanje na The Basic School (Philadelphia, Pensilvanija) in se nato pridružil 10. marinskemu polku (Quantico, Virginija). Februarja 1926 je postal pomorski vojaški pilot.
Julija istega leta je bil premeščen na dvoletno služenje v marinski vojašnici Pearl Harbor (Havaji). Junija 1928 je bil premeščen v San Diego (Kalifornija), nakar je bil decembra istega leta premeščen k stražnemu odredu nacionalne garde Nikaragve, kjer si je prislužil prvi mornariški križec in se julija 1931 vrnil v ZDA, kjer je vstopil v tečaj za četne častnike Army Infantry School (Fort Benning, Georgia); tečaj je končal junija 1932, nakar se je vrnil v Nikaragvo, kjer je dobil drugi mornariški križec.
Januarja 1933 so ZDA zapustile Nikaragvo in Puller je odšel v San Francisco, od koder je naslednji mesec odplul kot del marinskega odreda ameriške delegacije v kitajski Peking. Tam je med drugim poveljeval tudi Konjeniškim marincem. Septembra 1934 je postal poveljujoči častnik marinskega odreda na krovu USS Augusta, del Aziatske flote. Junija 1936 se je vrnil v ZDA, kot inštruktor v The Basic School. Maja 1939 se je vrnil na USS Augusto, kjer je ponovno prevzel dolžnost poveljnika odreda. Maja 1940 se je pridružil 4. marinskemu polku v Šanghaju (Kitajska).
Tu je bil sprva bataljonski izvršni častnik, nato pa poveljnik bataljona, nakar se je avgusta 1941 vrnil v ZDA. Septembra je postal poveljnik 1. bataljona 7. marinskega polka 1. marinske divizije (Marine Corps Base Camp Lejeune). Marca 1942 je bil polk odvzet diviziji in dodeljen 3. marinski brigadi, ki je bila poslana na pacifiški teater. Septembra istega leta se je polk ponovno pridružil diviziji; v njeni sestavi si je pridružil tretji mornariški križec za zasluge med bitko za Guadalcanal. Mornariški križec je dobil za uspešno obrambo Henderson Airfielda, ko je v dveh dneh njegov bataljon ubil 1.700 Japoncev (sami so izgubili le 70) in zajel 17 tovornjakov opreme.
Po Guadalcanalu je postal izvršni častnik 7. marinskega polka. Na tem položaju je prejel svoj četrti mornariški križec za zasluge med bitko za Cape Gloucester januarja 1944; ko je bil polkovnik poveljnik ranjen, je prevzel poveljstvo, reorganiziral sestavo in osebno vodil napad na močno fortificirane japonske položaje.
Februarja 1944 je postal poveljnik 1. marinskega polka; to dolžnost je opravljal do novembra 1944, ko se je vrnil v ZDA in januarja 1945 postal izvršni častnik pehotnega šolskega polka (Marine Corps Base Camp Lejeune), naslednji mesec pa poveljnik polka.
Avgusta 1946 je postal direktor 8. marinskega rezervnega okrožja (New Orleans, Louisiana). Nato je postal poveljnik vojašnice Pearl Harbor, ko je bil avgusta 1950 premeščen v Camp Pendleton (Kalifornija), kjer je ponovno ustanovil/obnovil 1. marinski polk.
S tem polkom je pristal pri Inčonu (Koreja); poveljeval mu je do januarja 1951, ko je postal pomočnik poveljnika 1. marinske divizije. Maja istega leta se je vrnil v Camp Pendleton, kjer je postal poveljnik novo reaktivirane 3. marinske brigade, ki je bila januarja 1952 reorganizirana v 3. marinsko divizijo. Postal je  namestnik divizijskega poveljnika, nakar je junija postal poveljnik »Troop Training Unit Pacifik« (Coronado, Kalifornija). Julija 1954 je postal poveljnik 2. marinske divizije (Marine Corps Base Camp Lejeune). Kljub bolezni je na tem položaju ostal do februarja 1955, ko je bil premeščen na mesto namestnika poveljnika kampa. Avgusta je bil sprejet v Pomorsko bolnišnico ZDA (Marine Corps Base Camp Lejeune), predno se je 1. novembra 1955 upokojil. Umrl je 11. oktobra 1971 in je pokopan v družinskem grobu na Christi's Church Cemetery, Middlesex County, Virginija.

## Vojaška kariera
Napredovanja
- avgust 1918 - marinec
- 16. junij 1919 - rezervni poročnik
- 30. junij 1919 - marinec
- marec 1924 - poročnik
- ? - nadporočnik
- ? - stotnik
- ? - major
- ? - podpolkovnik
- ? - polkovnik
- januar 1951 - brigadni general
- september 1953 - generalmajor
- 1. november 1955 - generalporočnik

Odlikovanja
- mornariški križec s štirimi zlatimi zvezdami kot simbol druge, tretje, četrte in pete podelitve;
- Army Distinguished Service Cross;
- srebrna zvezda;
- legija za zasluge z bojnim V in zlato zvezdo kot simbol druge podelitve;
- bronasta zvezda;
- Air Medal z dve zlatima zvezdama kot simbol druge in tretje podelitve;
- šklatno srce;
- Presidential Unit Citation Ribbon s štirimi bronastimi zvezdami;
- Marine Corps Good Conduct Medal z eno bronasto zvezdo;
- World War I Victory Medal s ploščico West Indies;
- Haitian Campaign Medal;
- Second Nicaraguan Campaign Medal;
- Marine Corps Expeditionary Medal z eno bronasto zvezdo;
- China Service Medal;
- American Defense Service Medal z osnovno ploščico;
- American Area Campaign Medal;
- Asiatic-Pacific Area Campaign Medal s štirimi zvezdami;
- World War II Victory Medal;
- National Defense Service Medal;
- Korean Service Medal z eno srebrno zvezdo kot simbol petih bronastih zvezd;
- United Nations Service Medal;
- Haitian Medaille Militaire;
- Nicaraguan Presidential Medal of Merit z diplomo;
- Nicaraguan Cross of Valor z diplomo;
- Republic of Korea's Ulchi Medal with Gold Star;
- Korean Presidential Unit Citation with Oak Leaf Cluster.

## Drugo
Še danes Puller prestavlja esprit de corps, vrednote, za katerim stoji celoten korpus.
V njegovo čast so poimenovali fregato VM ZDA USS Lewis B. Puller (FFG-23).
Njegov sin, Lewis Burwell Puller mlajši, je postal tudi marinski častnik.